# Matale
Matale (Singalès: මාතලේ) (Tàmil:மாத்தளை) sovint escrit com Mathale (pronunciat Maathalé), és la ciutat més gran del districte de Matale a la Província Central de Sri Lanka. És a 142 quilòmetres de Colombo i prop de Kandy. Envoltant la ciutat hi ha la Serralada de Knuckles, turons anomenats Wiltshire pels britànics. És una àrea principalment agrícola, on el te, la goma, verdura i cultius d'espècia predominen.

## Història
El temple Aluvihara, en el costat nord de la ciutat, és la històrica ubicació on el Canon Pali va ser escrit per primer cop en ola (fulla de palmell) el 29 aC.
Matale fou el lloc d'una batalla important els 1848 quan la rebel·lió de Matale es va iniciar i la guarnició britànica al Fort MacDowall a Matale va ser assetjat pels rebels dirigits per Weera Puran Appu i Gongalegoda Banda que són considerats herois nacionals a Sri Lanka.
Aquesta ciutat històrica era també lloc d'origen de Monarawila Keppetipola, un altre heroi nacional que va dirigir la rebel·lió de Wellasa contra les tropes britàniques. La seva casa ancestral, la Kappetipola walawuwa, és encara exhibida a Hulangamuwa a Matale.
L'Església de Crist a Matale va ser consagrada pel Bisbe James Chapman el 30 de desembre de 1860.

### Regne de Matale
Matale i la seva regió fou constituïda en regne pel rei Senarat i entregada al seu fill Wijaya Pala el 1628 (Senarat va conservar prerrogatives reials (com a gran rei) fins a la seva mort el 1635). El 1635 fou un regne sota l'autoritat del gran rei Raja Sinha II, germà petit de Wijaya Pala, al que aquesta dignitat havia correspost per sorteig. El 1638 es va revoltar contra Raja Sinha II i fou derrotat. El regne fou primer administrat per Raja Sinha i poc després annexionat definitivament al regne de Uda Rata.

## Atraccions
- Parc municipal & Rest House al centre de la ciutat.
- El monument Weera Puranappu
- L'Estació de ferrocarril antiga on acaba el ferrocarril (completat el 1880) que comença a Colombo.
- Església de Crist, Matale.
- El Hindu Kovil amb el seu festival Theru.
- La vella Torre del Rellotge.
- El monument Anagarika Dharmapala.
- Nandamithra Ekanayake Reunió d'Hoquei internacional.

## Galeria

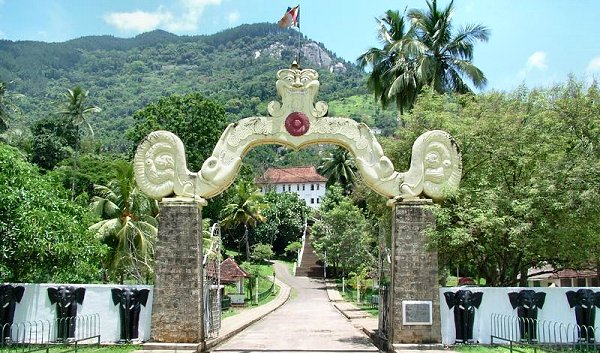
Aluvihare, Temple de roca
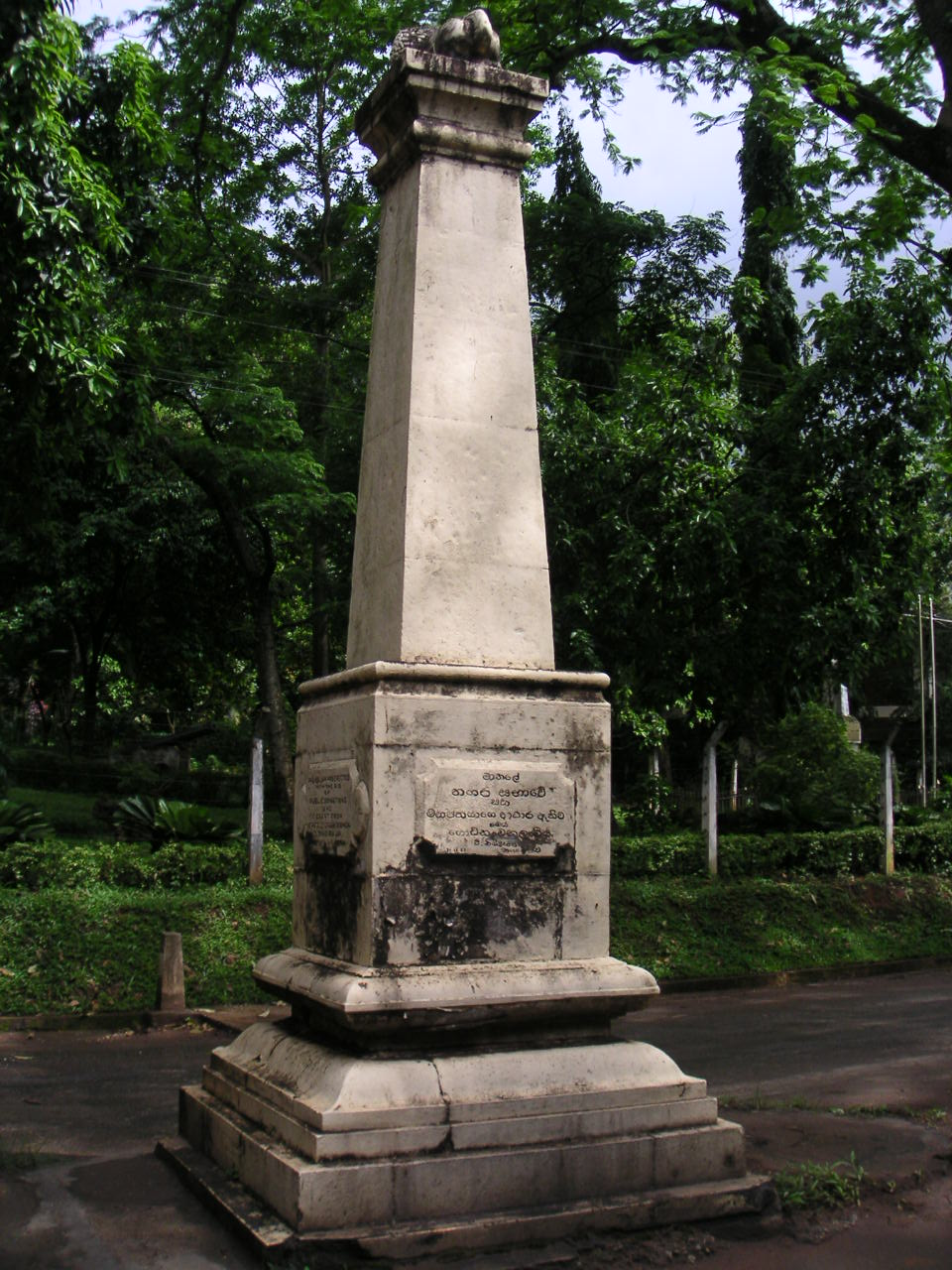
Memorial de la rebel·lió de Matale de 1848